# Bitva na Vítkově
Bitva na Vítkově se odehrála 14. července 1420 jihovýchodně od tehdejších pražských hradeb, na hřebenu vrchu Vítkova, jenž byl 500 let po události přejmenován na Žižkov. Husitská posádka dvou opevněných srubů, později posílená padesáti střelci a oddílem cepníků, zde odrazila útok rakouských a míšeňských křižáků, kterým připadl úkol tuto strategicky významnou pozici ovládnout. Střetnutí bylo součástí taktických operací probíhajících v rámci obležení Prahy kruciátou Zikmunda Lucemburského a stalo se jedním z faktorů, které římskoněmeckého a uherského krále přiměly výpravu rozpustit.

## Předehra
1. března 1420 papež Martin V. vyhověl žádosti krále Zikmunda Lucemburského a bulou Omnium plasmatoris domini, vydanou ve Florencii, deklaroval křížovou výpravu proti všem viklefistům a husitům. Dne 17. března byla kruciáta slavnostně vyhlášena ve Vratislavi, kde se právě konal říšský sjezd. Král Zikmund využil přítomnosti říšských knížat, s nimiž sjednal podmínky výpravy a již koncem dubna jeho armáda, jež se formovala ve slezské Svídnici, překročila hranice Českého království. 3. května před křižáky kapituloval Hradec Králové a vojsko se přesunulo ke Kutné Hoře, kde probíhaly přípravy k tažení na Prahu. Česká metropole se právě nacházela ve svízelné situaci. Husitům se stále nedařilo dobýt Vyšehrad, navíc 7. května pan Čeněk z Vartemberka, nejvyšší purkrabí Pražského hradu, vydal sídlo českých panovníků do rukou zmocněnců krále Zikmunda. Kromě toho před polovinou května dorazilo na obě pražské radnice na 364 listů, kterými čeští páni, rytíři a městské obce vyhlašovali metropolitům nepřátelství. Na základě těchto skutečností vyslali Pražané do Kutné Hory poselstvo, které mělo s králem vést jednání o kompromisu, avšak jím vznesené podmínky urovnání situace byly nepřijatelné.

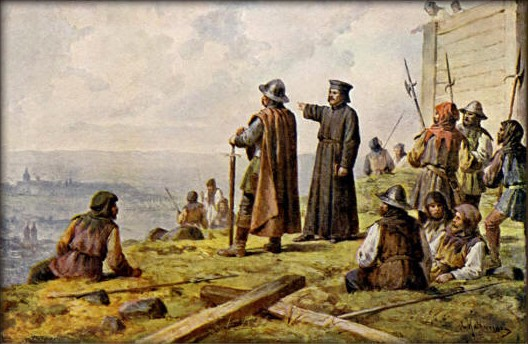
Jan Žižka a kněz Václav Koranda starší při setkání na Vítkově, Josef Mathauser

Za bouřlivého zasedání velkých obcí bylo tedy rozhodnuto bránit se křižákům se zbraní v ruce. Vzápětí začaly do Prahy přicházet posily. 20. května dorazili táborité, o tři dny později husité z Žatecka, Lounska a Slánska. Obranu města měla zajistit důležitá opatření, mezi něž patřilo především vyhnání všech nepřátel kalicha a vytvoření společného vojenského velení, na němž se podílelo 12 zvolených hejtmanů. Zároveň se husité pokusili dobýt Pražský hrad. Posádku se jim podařilo takřka vyhladovět, avšak křižáci za pomocí klamného manévru dodali obleženým jak proviant, tak střelný prach a husité se proto stáhli zpět za hradby metropole. První část příslušníků kruciáty, v čele s uherským a římskoněmeckým králem, se k Praze přiblížila 30. června, kompletně se zde vojsko shromáždilo 10. července, přičemž na levém břehu Vltavy rozložilo tři velké tábory.
Dalším důležitým počinem při opevňování Prahy se stala stavba dvou opevněných srubů na vrchu Vítkově, který chránil zásobovací cesty směřující do města na pravém vltavském břehu. Iniciátorem projektu byl táborský hejtman Jan Žižka, který si uvědomoval, že ztráta návrší by umožnila křižákům uzavřít město ze všech stran a před husity by se otevřela otázka jejich vyhladovění. Samotné sruby byly obehnány třemi mělkými příkopy a zdí zbudovanou z hlíny a kamení. To, že Žižkovo vyhodnocení situace z hlediska obrany města má své důležité opodstatnění, se ukázalo po několika předchozích bojových konfrontacích dne 14. července.

## Bitva

### Zprávy současníků

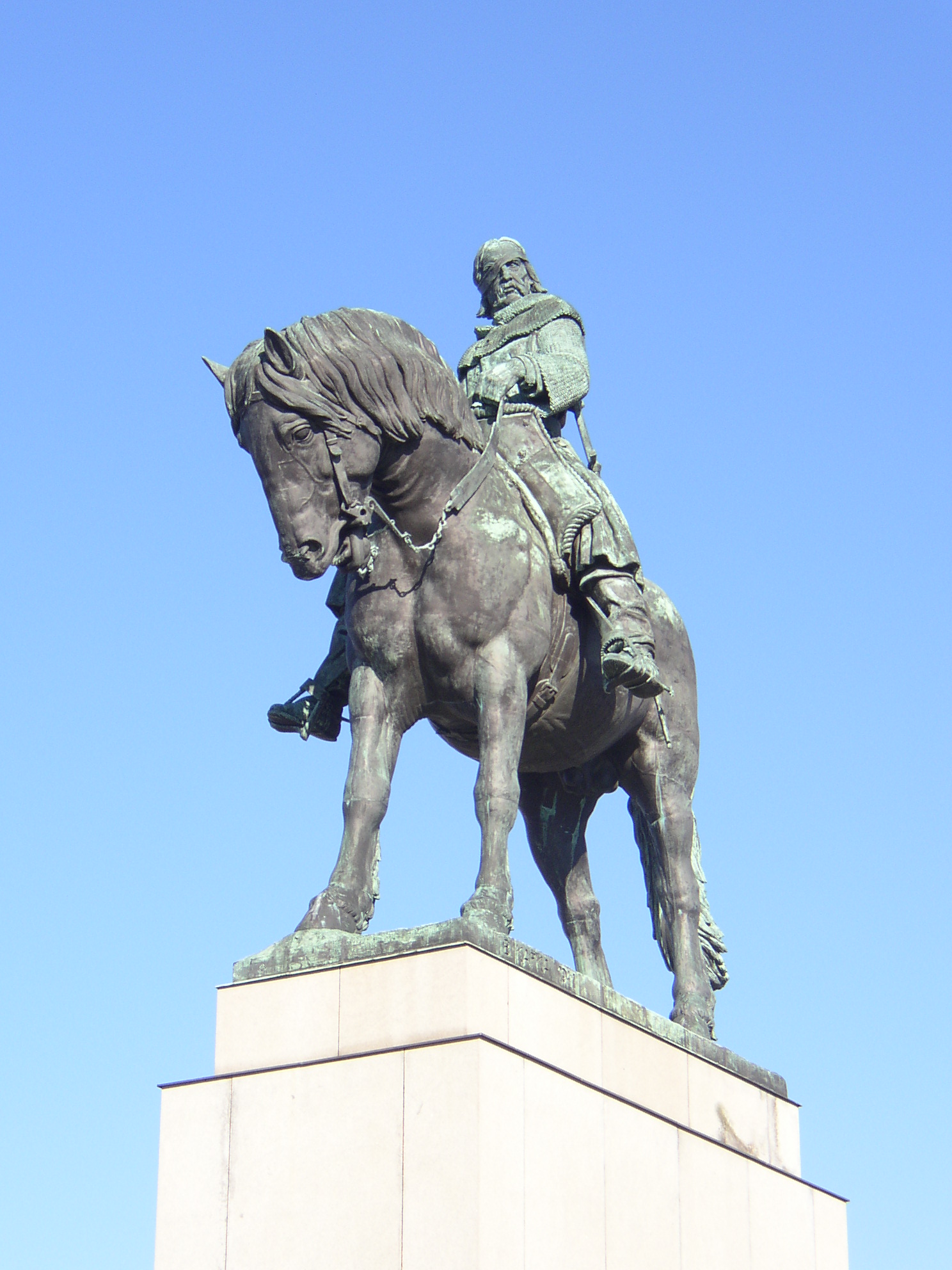
Bohumil Kafka: bronzová jezdecká socha Jana Žižky v areálu Národního památníku na pražském Vítkově. Skulptura patří mezi deset největších jezdeckých soch na světě (výška 9 m, délka 9,6 m, šířka 5 m, hmotnost 16,5 tuny). Dokončena byla v roce 1941, odhalena teprve 14. července 1950

Pro historické účely se zachovalo několik pramenů různé výpovědní hodnoty jak z provenience českých tak zahraničních účastníků obléhání. Mezi nejautentičtější z nich patří list markraběte míšeňského, přímého svědka útoku na Vítkov, adresovaný vévodovi bavorskému. Dopis byl pořízen pravděpodobně téhož dne, kdy proběhla bitva. 
| „                                      | ... Také řečení kacíři opevnili jeden vrch u Prahy a dělají tam sruby a tam se usadili, pročež pan král rozkázal lidem jiných knížat i našim, aby je vzali útokem, a naši lidé překročili jejich příkopy a snažili se dobýti třetího příkopu, když tu vyšlo tolik kacířů z města pražského na pomoc těm, kteří na vrchu byli, že bylo potřeba stáhnouti naše lidi, kteří byli těžce raněni a mnoho ztratilo své koně. | “ |
| — Míšeňský markrabě Bedřich I. Bojovný | |   |

Záznam, jenž nejpodrobněji vykresluje srážku na Vítkově, učinil český husitský literát a přímý účastník husitských válek Vavřinec z Březové. Zejména jeho zásluhou bylo Žižkovo vítězství vnímáno jako rozhodující prvek, který nejvyšší měrou přispěl k ústupu křižáckých vojsk od Prahy. 
| „                    | Potom nazítří, totiž v neděli nejblíže příští po sv. Markétě, asi o hodině nešporní bylo připraveno všechno vojsko královo, aby někteří z nich v několika tisících útokem dobyli dřevěný srub, postavený Žižkou na hoře vedle šibenice, a po jeho dobytí aby ostatní houfy podle rozvržení hejtmanů zaútočily na třech místech na Pražské město, totiž z Pražského hradu Čechové s šestnácti tisíci na dům vévody Saského, z Vyšehradu aby vyrazili na Nové a ze Špitálského pole na Staré Město. Když to bylo takto rozvrženo, vytáhlo mnoho tisíc jezdců na Špitálské pole, přičemž král čekal na druhé straně Vltavy v poli s třemi velkými houfy, aby viděl výsledek. Míšenští pak spolu se svými lidmi a s nimi spojenými sedmi nebo osmi tisíci vyjeli na horu, útokem a s troubením napadli svrchuuvedený srub a obsadili příkop a viničnou věž. A když chtěli lézti na zeď, udělanou ze země kamení, a dvě ženy s jednou dívkou a asi šestadvaceti muži, kteří tehdáž zůstali v srubu, udatně kamením a sudlicemi odporujíce se bránili, neboť neměli šípy ani prach do houfnic. ... I Žižka přišed tam byl by zabit, kdyby ho jeho lidé nebyli cepy vyrvali z rukou nepřátel. A když se již celé město strachovalo, že bude ztraceno, a vylévajíc s maličkými slzy, očekávalo jen pomoc z nebe, přišel zatím kněz se svátostí těla Kristova a za ním asi padesát střelců a ostatní sedláci bez zbroje s cepy. A nepřátelé uviděvše svátost a uslyševše zvonění zvonku a silný křik lidu, zachváceni náramným strachem se dali na útěk a velmi rychle prchali, chtějíce jeden druhého v běhu předstihnouti. A za toho útoku nemohouce se udržeti, mnozí se zřítili z vysoké skály a zlámali si vaz, přemnozí byli od pronásledovatelů pobiti, takže v době jediné hodiny bylo jich zabito skoro tři sta a jiní byli smrtelně zraněni a odvedeni. | “ |
| — Vavřinec z Březové | |   |

O triumfu jednookého táborského hejtmana se pochopitelně zmiňuje i autor jeho kratičkého životopisu, který své dílko s názvem Kronika velmi pěkná o Janu Žižkovi dokončil patrně v polovině 15. století:
| „                                    | A král osadil mnohým rytieřstvem Vyšehrad a hrad sv. Vácslava proti Pražanuom. A když to Žižka uslyšel, hned také osadil Vítkovu horu proti králi a přezděli hradu tomu Žižkov. ... A tehdy jest přitáhl rakúský vejvoda, míšenský markrabie i jiná mnohá kniežata s množstvím rytieřstvem králi na pomoc. I táhl jest král i položil se před Prahú, a tu jsú krále korunovali na hradě sv. Vácslava. A tu také mnoho Němcuov na rytieřstvo pasováno. Potom jsú táhli k Žižkovu hradu, aby ho dobyli. A když jsú šturmovali, tehdy když Žižkovi velmi těžko bylo, kněz s Božím tělem pojide z Prahy, a Němci jsú strachem hlavy lámali i s koňmi utiekajíc, skákali shuory doluov. | “ |
| — Kronika velmi pěkná o Janu Žižkovi | |   |

Bitvu zmiňují také některé mladší texty, k nimž patří zejména Historie česká od italského humanisty Enea Silvia, pozdějšího papeže Pia II., jenž získal své postřehy od přímých účastníků husitských válek. Dalšími jsou pak rukopisy Starých letopisů českých, pocházející od rozličných autorů z různých časových období, které do jednoho uceleného díla soustředil historik František Palacký. 
| „             | Nad Prahou ční vysoká hora, kterou nazývají Vítkov; aby se jí nepřátelé nezmocnili, opevnil ji Žižka posádkou, s níž se utkal v boji markrabě míšeňský a ztratil velkou část svého vojska. Míšňané totiž, zmocnivše se již vrcholu hory, byli však zatlačeni na strmou stráň, a když rázně jsouce napadeni nemohli vydržeti útoku, byli jedni pobiti, druzí jsouce hnáni dolů, zahynuli v propastech. Zikmund opustiv od obléhání, odebral se do Kutné Hory. | “ |
| — Enea Silvio | |   |

| „                                       | Pak nazaytřie, v neděli po sv. Markétě, přikázal Sigmund šturmovati k Vítkové hoře, kterůž byl Žižka obsadil, nadělav srubov a přiekopuov hubených, k nimžto Němci míšenští a jiní cizozemci šturmovali; a byli vojskami přikryli všecko špitálské pole. A divně od Pražan odtud odehnáni a poraženi. (B) Vyšel z Prahy kněz s svátostí těla těla božieho s bratřími, a protivníci zaslyšíce zvonce, i skáčí shuory a tepů se; a tu zbitých bude na pět set. | “ |
| — Staré letopisy české – rukopisy A – N | |   |

| „                                  | [Němci] ...přikryli všecko pole Špitálské. A tu stříleli k nim z pušek od toho mlýna od malomocných, že se v nich kule puškové stavovaly a jako v les k nim bily, neb Žižka by obsadil konec hory jedné, jenž sloula Vítkova. ... A když se již o ty sruby bili na Vítkově hoře a již Čechům těžko bylo a bratra Žižku svrhli již do příkopu, tehdy v tu hodinu vyjde kněz Vít Úpický s svátostí těla božího a s nimi několik set lidu bratru Žižkovi na pomoc. A Němci, když zvonec uslyšeli, hned prchali pryč od šturmu a padali shůry, lámajíce hlavy. I porazili lidů králových a zabito Němcův na pět set a svláčivše je dočista nahé i kladli je na přiekop břichy, a tak leželi několik dní. | “ |
| — Staré letopisy české – rukopis T | |   |

### Pravděpodobný průběh

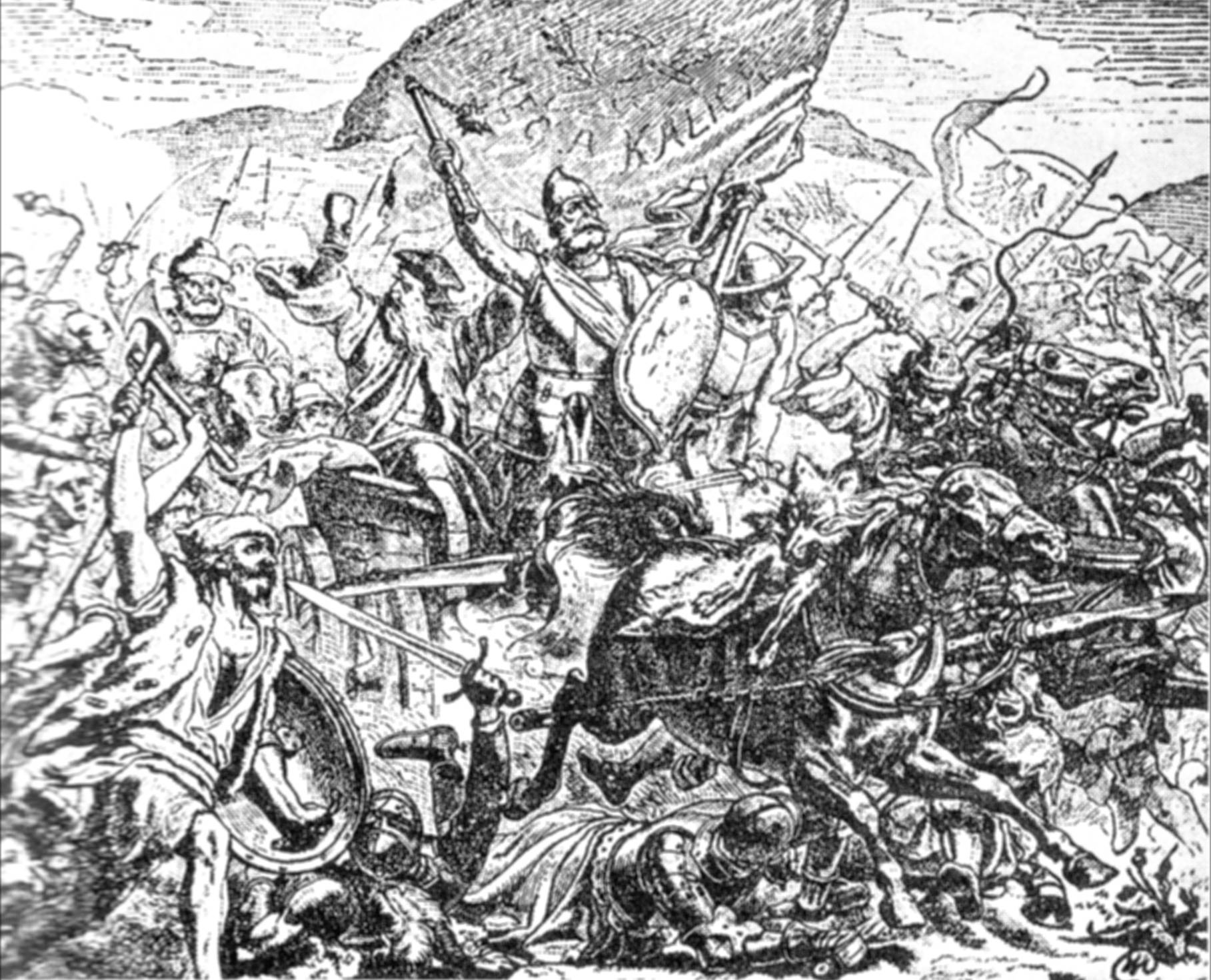
Bitva na Vítkově, Bildungslexikon (1931), obrázek neznámého autora

Král Zikmund a velitelé jeho vojska, mezi nimiž měl nejlepší pověst italský vojevůdce Filippo Scollari, přezdívaný Pippo Spano, si dobře uvědomovali, že přímý útok na hradby české metropole by pro ně velmi pravděpodobně skončil fiaskem, rozhodli se proto sevřít město do kleští. K úspěšnému provedení tohoto taktickému rozhodnutí však bylo důležité obsadit Vítkov, neboť kdo ovládal toto návrší, ten byl i pánem východního prostoru před Prahou. Do bojových operací se zapojilo celé křižácké vojsko, na Vítkov však útočil pouze vyčleněný oddíl míšeňských a rakouských jezdců pod velením míšeňského hejtmana Heinricha z Isenburgu. Účelem nasazení kompletní vojenské síly bylo ochromení husitů a odvrácení pozornosti od skutečného cíle útoku. Pražská posádka měla podle předpokladu zůstat za hradbami, čímž by ponechala nepočetné osazenstvo srubů svému osudu. Mezitím, co ozbrojenci z Pražského hradu podnikali klamný útok na Karlův most, vyšehradská posádka na Nové Město a ze Špitálského pole dotírali křižáci na východní hradbu, vyrazili míšenští do svahu. Časově se akce odehrála asi hodinu před západem slunce. Nástupištěm k útoku oblehatelů se stala několik metrů široká šíje, kde se vedle sebe vtěsnalo pouze několik jezdců. Právě zde byly patrně vybudovány příkopy a zídka, které měly křižáky před nájezdem na sruby zpomalit. I přes tato opatření však útočníci brzy ovládli blízkou viniční věž a začali se k hlavnímu opevnění probojovávat. Podle jediné dochované informace proti míšeňským stálo 29 husitů, včetně tří žen, které začala přesila zakrátko udolávat. Z výše citovaných pramenů je patrné, že hrozila smrt i jednookému hejtmanovi Janu Žižkovi, avšak jeho lidé mu dokázali přijít na pomoc ještě včas.
Husité v Praze boj na Vítkově nepřehlédli a dobře chápali, jaké by pro ně měla porážka důsledky. Když zpozorovali nezadržitelný křižácký postup, shromáždili na padesát střelců a oddíl cepníků, kteří v čele s knězem, držícím svátost oltářní, vyrazili Horskou branou do vítkovského protisvahu. Jejich útok z jižní strany, násobený bojovým pokřikem, křižáky patrně naprosto překvapil. Řady, které protiútok zachytily, byly tlačeny ke strmému severnímu svahu a rozhodly se raději ustoupit. Stejně se zachovali i křižáci v přední linii, v jejichž čele byl smrtelně zraněn Heinrich z Isenburgu. Nenadálý ústup jednotek prvního sledu vyvolal v zadních řadách zmatek. Většina křižáků se vzápětí snažila spasit útěkem, přičemž někteří z vojáků se zřítili ze skalnatého úbočí. Jednotky prchající z Vítkova sebou strhly i oddíly na Špitálském poli, které se začaly přes Vltavu urychleně stahovat do hlavního ležení. To vše se odehrálo před zraky krále Zikmunda, jenž na začátku střetnutí zaujal postavení na Letné.

## Důsledky a bilance

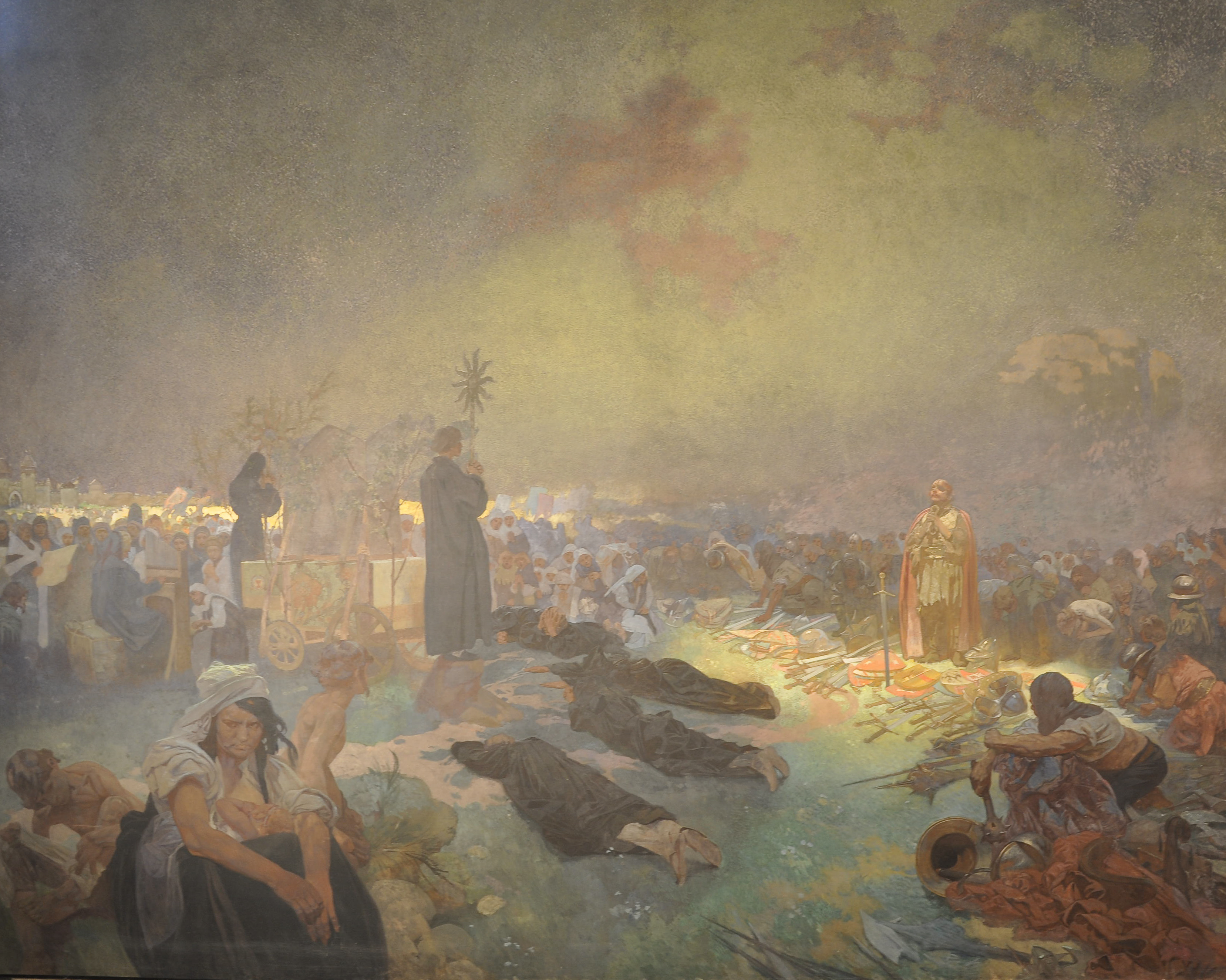
Alfons Mucha: obraz z cyklu Slovanská epopej s podtitulem Po bitvě na Vítkově: Tě Boha chválíme dokončený v roce 1916

Praha přivítala vítězství s velkou úlevou a slávou, každý z obránců si ale uvědomoval, že stav obležení nadále trvá. Hned druhého dne, svolav z Prahy množství žen, dívek a lidu světského, začal Jan Žižka na Vítkově prohlubovat příkopy a zdokonalovat opevnění. Husité každou chvíli očekávali generální útok, ten však nepřišel. Podle dochovaných zpráv se říšská knížata odmítala s porážkou na východním vltavském břehu smířit a od krále Zikmunda úder proti metropoli požadovala, ten se však rozhodl naslouchat naléhání českých a moravských katolických velmožů, kteří jej nabádali k jednání a slibovali mu odevzdat celé Čechy i s Prahou po dobrém. K jednání bohoslovců, kterému vyšel vstříc i papežský legát Ferdinand, skutečně došlo, avšak rokování na obou stranách naráželo na vzájemnou nedůvěru, posílenou náboženskými a národnostními záštěmi. Mezitím se křižákům začalo nedostávat potravin a mezi vojáky jednotlivých národností docházelo ke vzájemným třenicím. Navíc cestami na pravém břehu Vltavy začala do metropole proudit sklizeň z okolních polí. Za těchto okolností si král Zikmund uvědomoval, že vydržování obrovské armády nemá smysl. 28. července se nechal za přítomnosti 24 českých a moravských šlechticů ve Svatovítské katedrále korunovat králem českým a o dva dny později křižáckou výpravu rozpustil. Sám se vrátil do katolické Kutné Hory.
Lze tedy konstatovat, že bitva na Vítkově sehrála při obléhání Prahy poměrně důležitou roli. Ukázala křižákům, že husité jsou ochotni bojovat do krajnosti a zároveň obráncům ponechala v držení pravý vltavský břeh, čímž nedošlo k jejich naprostému odříznutí od zásobování. O ztrátách na husitské straně prameny mlčí, pokud si však přečteme předchozí odstavec mohlo jich být několik desítek (vyplývá z něj, že Vítkov bránila nejvýše stovka bojovníků). Naproti tomu několik současníků udává počty mrtvých na straně křižáků. Vavřinec z Březové informuje o třech stech, Ondřej Řezenský o 60, Kronika Beneše Minority uvádí 144, Staré letopisy české 500, tzv. Kronika starého pražského kolegiáta hovoří o mnoha zabitých. Moderní i někteří ze starších historiků volí kompromis mezi jedním až dvěma sty. Většina pramenů také přikládá boji o Vítkov rozličnou důležitost. Dva zpravodajové z tábora oblehatelů (Tomáš Ebendorfer a Magdeburská kronika) na něj pohlíží jako na nejpozoruhodnější událost při obléhání, přičemž dvorní kronikář a životopisec krále Zikmunda Eberhard Windecke, jenž byl přímým svědkem celé kruciáty, o něm neinformuje vůbec. Vavřinec z Březové, který netušil nic o intervenci českých pánů, vnímal vítkovské vítězství jako rozhodující aspekt celého tažení. Patrně sdílel názor většiny obležených husitů, což v důsledku pozvedlo jméno Jana Žižky, který tak získal více věhlasu i autority.

## Dnes
Bitva ve středu Prahy je každým rokem připomínána její rekonstrukcí s titulem „Hrrr na ně!“, které se účastní mnoho šermířských skupin. Rekonstrukci bitvy doprovází celodenní program.
Tradice vítězství husitské Prahy s Žižkou v čele vedla později k umístění zde Národního památníku s Žižkovou nadživotní jezdeckou sochou.

#### Prameny
- BŘEZOVÉ, Vavřinec z. Husitská kronika; Píseň o vítězství u Domažlic. Praha: Svoboda, 1979. 427 s.
- PEKAŘ, Josef. Zprávy pramenů o boji na hoře Vítkově 14. července 1420. Praha: Historický seminář university Karlovy, 1926. 33 s.
- SILVIO, Enea. Historie česká. Litvínov: Dialog, 2010. 160 s. ISBN 978-80-7382-136-4.
- Prameny dějin českých. Příprava vydání Josef Emler. Svazek VII. Praha: V komisi Dr. Grégr a Ferd. Dattel 258 s. Kronika starého kolegiáta pražského.
- Ze starých letopisů českých. Praha: Svoboda, 1980. 580 s.
- Ze zpráv a kronik doby husitské. Praha: Svoboda, 1981. 491 s. Kronika velmi pěkná o Janu Žižkovi; Kronika Bartoška z Drahonic.

#### Sekundární literatura
- ČORNEJ, Petr. Velké dějiny zemí Koruny české V. 1402-1437. Praha: Paseka, 2000. 790 s. ISBN 80-7185-296-1.
- ČORNEJ, Petr; BĚLINA, Pavel. Slavné bitvy naší historie. 1. vyd. Praha: Marsyas, 1993. 272 s. ISBN 80-901606-1-1.
- DURDÍK, Jan. Husitské vojenství. Praha: Rovnost, 1953. 208 s.
- MACEK, Josef. Husitské revoluční hnutí. Praha: Rovnost, 1952. 203 s. Dostupné online.
- MACEK, Josef. Tábor v husitském revolučním hnutí II. díl. Praha: Rovnost, 1955. 430 s.
- PALACKÝ, František. Dějiny národu Českého v Čechách a na Moravě. Praha: B. Kočí, 1907. 1279 s.
- PEKAŘ, Josef. Žižka a jeho doba. Praha: Odeon, 1992. 1191 s. ISBN 80-207-0385-3.
- ŠMAHEL, František. Jan Žižka z Trocnova. Praha: Melantrich, 1969. 264 s.
- ŠMAHEL, František. Husitská revoluce. 3. Kronika válečných let. Praha: Karolinum, 1996. 420 s. ISBN 80-7184-075-0.
- TOMEK, Václav, Vladivoj. Jan Žižka. Praha: V ráji, 1993. 228 s. ISBN 80-900875-7-4.
- URBÁNEK, Rudolf. Jan Žižka. Praha: Mánes, 1925. 313 s.